# VK Kladno
 (août 2015).
 (février 2014).
Si vous disposez d'ouvrages ou d'articles de référence ou si vous connaissez des sites web de qualité traitant du thème abordé ici, merci de compléter l'article en donnant les références utiles à sa vérifiabilité et en les liant à la section « Notes et références ».
Le VK Kladno est un club tchèque de volley-ball, basé à Kladno et évoluant au plus haut niveau national (Extraliga).

## Historique
- Le club a été fondé en 1953 à Odolena Voda (à 23 km au nord-est de Kladno).
- Avant le début de la saison 2005-2006, le club est déplacé à Kladno et change de sponsor.

## Palmarès
- National
  -  Tchéquie
    - Championnat de Tchéquie : 1993, 1994, 1996, 2004, 2005
    - Coupe de Tchéquie : 1993, 1996, 2004

  -  Tchécoslovaquie
    - Championnat de Tchécoslovaquie : 1977, 1987, 1988
- Européen
  - Coupe des Coupes : 1978

## Joueurs et personnalités du club

### Entraîneurs
- Jan Svoboda
- Jindřich Licek
- 2006-2007 :  Miroslav Nekola
- 2007-2008 :  Zdeněk Pommer
- 2013-2016 :  Martin Kop
- 2015- :  Milan Fortuník

### Joueurs majeurs
- Jiri Novak
- Marek Pakosta
- Aleš Holubec
- Branislav Skladaný
- František Ogurčák
- Miloš Ateljević